# Gage Golightly
Gage Golightly (5 de septiembre de 1993) es una actriz estadounidense, conocida por su papel como Erica Reyes en la serie Teen Wolf, y como Hayley Steele en la serie de Nickelodeon The Troop

## Carrera
Golightly fue coprotagonista en la miniserie de Syfy, 5ive Days to Midnight  y la serie de TNT, Heartland. Ella también ha aparecido en Speakeasy, Sudbury, A Christmas Carol, The Long Shot, y la serie de Disney Channel, The Suite Life of Zack & Cody como Vanessa. Es más conocida por dar vida al personaje de Hayley Steele en la serie de Nickelodeon, The Troop, sobre un grupo de adolescentes que luchan contra monstruos. Otro de sus papeles más famosos es el de la mujer lobo Erica Reyes en Teen Wolf, apareciendo como personaje recurrente en la segunda y tercera temporada.

## Vida personal
Golightly es la más joven de cuatro hijos (una hermana y 2 hermanos). Ha estudiado en Laurel Hall Middle School y Flintridge Sacred Heart Academy. Ella también disfruta pasar tiempo con su hermano, George, y ayudándolo en su pizzería.
En 2018 declaró ser bisexual.

## Filmografía

### Películas
| Año  | Título                      | Personaje              |
| ---- | --------------------------- | ---------------------- |
| 2002 | Speakeasy                   | Eva                    |
| 2003 | The Vest                    | Karen                  |
| 2003 | A Carol Christmas           | Carol (Niña de 9 años) |
| 2004 | Sudbury                     | Kylie Owens            |
| 2004 | The Long Shot               | Taylor Garrett         |
| 2005 | Don't Ask                   | Ivy Collins            |
| 2011 | Growing Up Normal           | Karen Jackson          |
| 2013 | Company Town                | Krista                 |
| 2013 | Gone Missing (Desaparecida) | Matty                  |
| 2015 | Exeter                      | Amber                  |
| 2016 | Cabin Fever                 | Karen                  |
| 2018 | Step Sisters                | Libby                  |
| 2019 | The Last Summer             | Paige                  |

### Series de televisión
| Año         | Título                                          | Personaje      | Notas                                         |
| ----------- | ----------------------------------------------- | -------------- | --------------------------------------------- |
| 2004        | 5five Days To Midnight                          | Jesse Neumeyer | Miniserie                                     |
| 2006        | Hotel dulce hotel: Las aventuras de Zack y Cody | Vanessa        | Episodio: "A Midsummer's Nightmare "          |
| 2006        | Cinco Hermanos                                  | Paige Taylor   | Episodio: "Unaired Pilot"                     |
| 2007        | Heartland                                       | Thea Grant     | 9 Episodios                                   |
| 2010        | True Jackson, VP                                | Vanessa        | Episodio: "Trapped in Paris"                  |
| 2009 - 2011 | The Troop                                       | Hayley Steele  | 40 Episodios                                  |
| 2011        | Big Time Rush                                   | Annie          | Episodios: "Big Time Beach Party: Part 1 & 2" |
| 2011 - 2012 | Ringer                                          | Tessa Banner   | 7 Episodios                                   |
| 2012 - 2013 | Teen Wolf                                       | Erica Reyes    | 11 Episodios                                  |
| 2014 - 2015 | Red Oaks                                        | Karen          | 9 Episodios                                   |
| 2019        | iZombie                                         | Al Branson     | 2 Episodios                                   |
| 2020        | 68 whiskey                                      | Gracie Durkin  | 10 Episodios                                  |

### Ella misma
| Año  | Título                                 | Notas                                      |
| ---- | -------------------------------------- | ------------------------------------------ |
| 2009 | 78th Annual Hollywood Christmas Parade | TV Movie                                   |
| 2014 | Cheers 2 That!                         | TV Series                                  |
| 2015 | IMDb on the Scene                      | Episodio: " IMDb's 25th Anniversary Party" |
| 2015 | Exeter: Behind the Blood               | Short                                      |
| 2016 | Home & Family                          | TV Series                                  |